# Henry Spiess

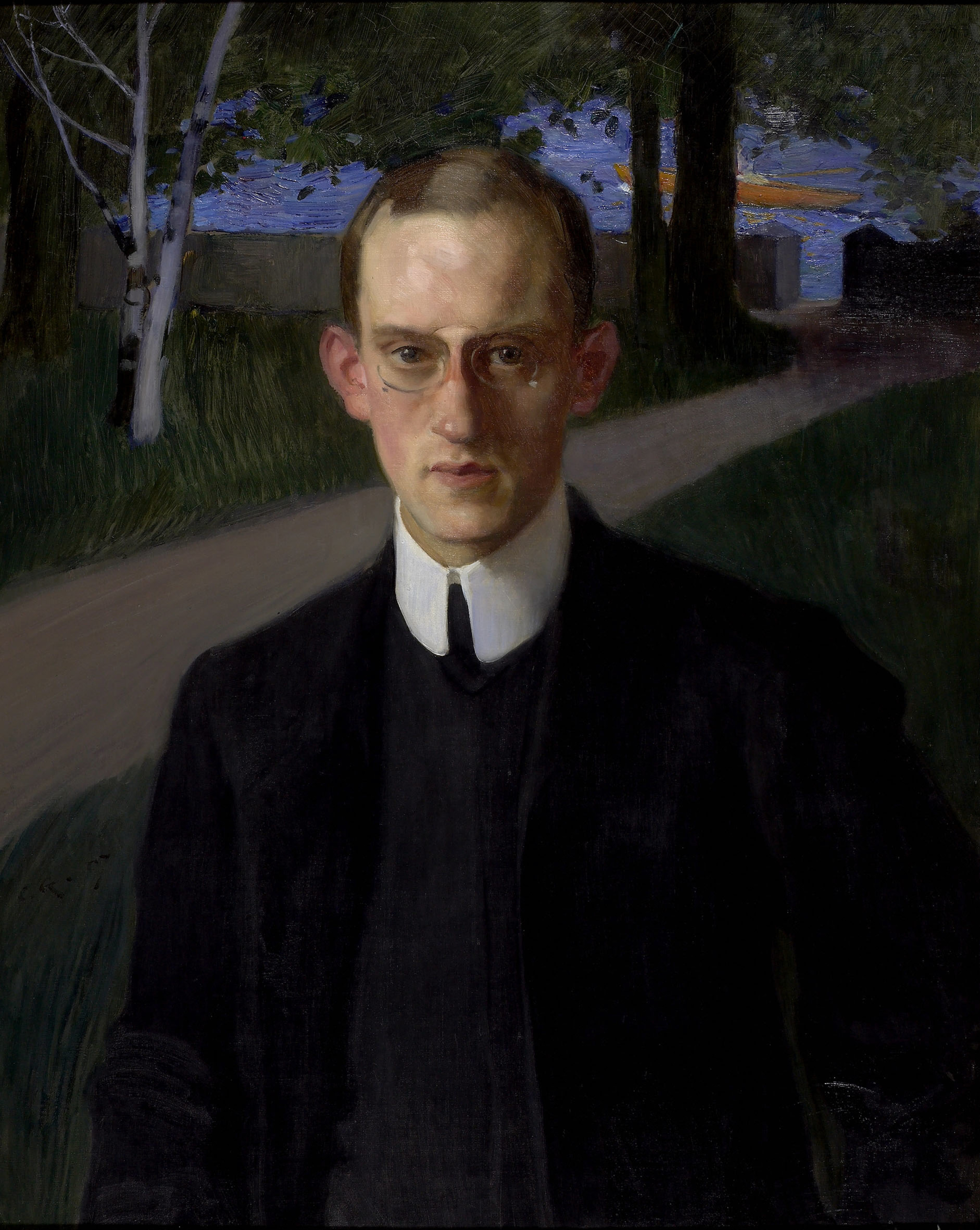
Charles Giron: Henry Spiess (1907)

Henry Spiess (* 12. Juni 1876 in Genf; † 27. Januar 1940 ebd.) war ein französischsprachiger Schweizer Dichter.

## Leben
Henry Spiess wuchs als Sohn eines Arztes in Genf auf; einer seiner beiden Brüder war der Biologe Camille Spiess (1878–1965). Er studierte Rechtswissenschaft an der Universität Genf und war von 1899 bis 1905 als Anwalt in Genf tätig. Danach widmete er sich ganz der Dichtkunst. Er starb 1940 an den Folgen einer Pleuritis.

## Auszeichnungen
- 1915: Prix Rambert
- 1934: Ehrendoktor der Universität Genf
- 1937: Chevalier des Arts et des Lettres

## Werke
- Rimes d’audience, 1903
- Le Silence des heures, Genf 1904
- Cogitations neurasthéniques, 1905
- Rodolphe. Silhouette genevoise, Genf 1906
- Chansons captives, Paris 1910
- Le danseur et la corde. Suivi de L’Après-midi sentimentale, Genf 1912
- Le Visage ambigu, Lausanne 1915
- Attendre, Genf 1916
- L’amour offensé, Lausanne 1917
- Saison divine, Genf 1920
- Simplement, Genf 1922
- Chambre haute, Genf 1928
- Pour le saint jour de Noël, Genf 1929